# Chris Singleton

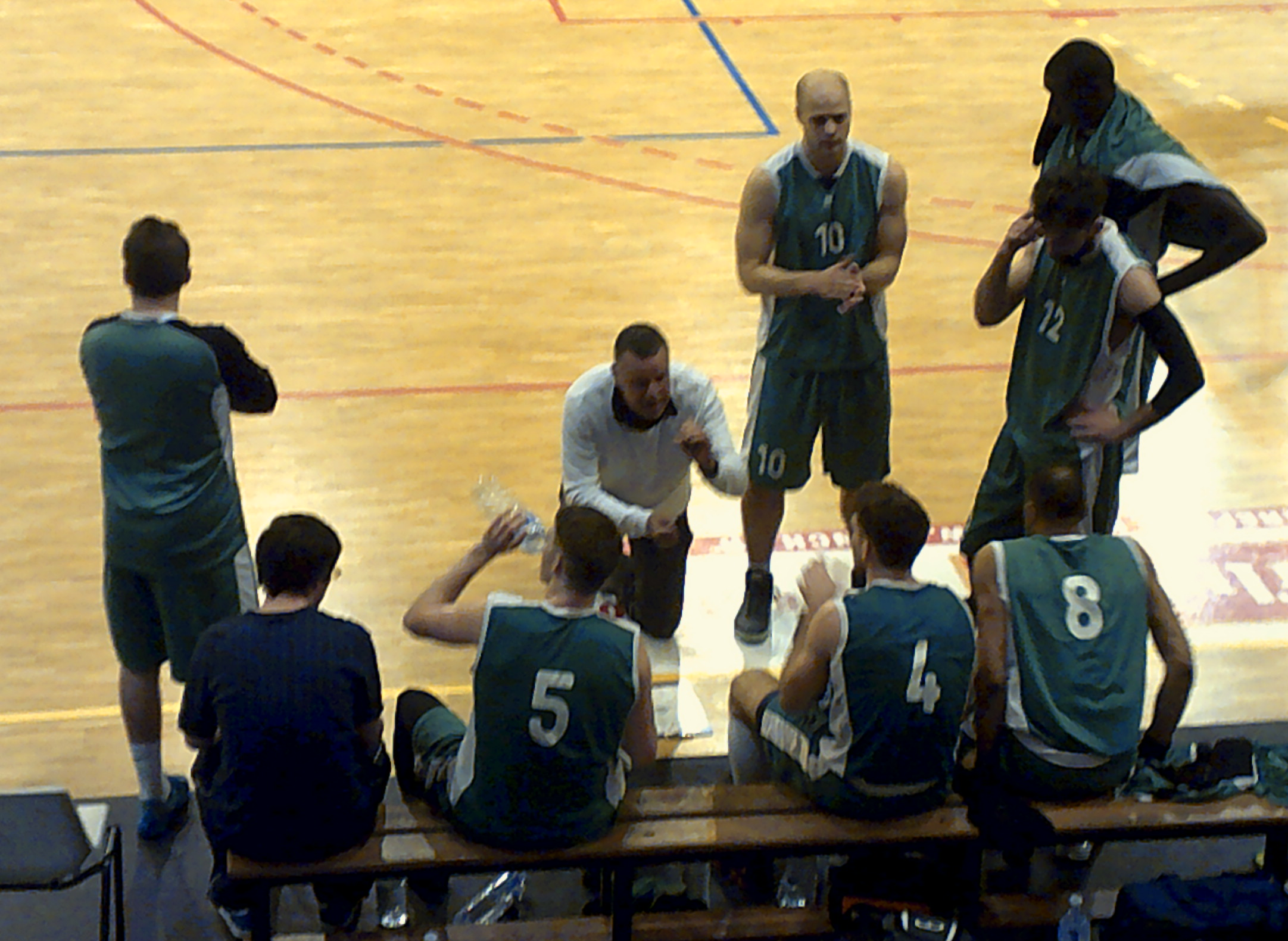
Chris Singleton (im weißen Hemd)

Christopher „Chris“ Singleton (* 1957 in Brooklyn) ist ein US-amerikanisch-französischer Basketballspieler, -trainer und -kommentator.

## Werdegang
Singleton kam als Sohn einer französischen Mutter und eines US-amerikanischen Vaters zur Welt. Sein Vater war Soldat bei der US-Armee. Singleton wuchs zunächst in Europa und dann ab dem fünften Lebensjahr in Los Angeles im US-Bundesstaat Kalifornien auf. Als Student gehörte Singleton zunächst der Hochschulmannschaft des Allan Hancock College in Kalifornien an, dann der Montana State University. Der 1,93 Meter große Flügelspieler ging nach Frankreich und spielte von 1979 bis 1984 bei Vendée Challans Basket in der zweiten, dann in der ersten Liga. Anschließend spielte Singleton bei Reims Champagne Basket und Saint-Quentin Basket-Ball.
In Saint-Quentin widmete er sich wegen Kniebeschwerden zusehends der Trainertätigkeit, zeitweise war er Spielertrainer. 1991 wechselte er zum FC Mulhouse Basket, dort gehörte Joe Bryant zu seinen Spielern. Singleton lernte in dieser Zeit dessen kleinen Sohn, Kobe Bryant, kennen. Singleton war später Trainer der Erstligisten Jeanne d’Arc Dijon Bourgogne (1992/93 sowie 1997 bis 2001) und Paris Basket Racing (1993 bis November 1996). Während seiner Amtszeit beim Zweitligisten ALM Évreux Basket (Januar 2002 bis Januar 2004) zählte Saša Dončić, der Vater von Luka Dončić, zu Singletons Mannschaft. Singleton übernahm im Januar 2004 das Traineramt beim Erstligisten Besançon Basket Comté Doubs und betreute die Mannschaft nach dem Abstieg 2004/05 in der zweiten Liga. Seine weiteren Vereine als Trainer waren Drittligist Denek Bat Bayonne Urcuit, bei dem er im Laufe der Saison 2006/07 tätig wurde und bis 2011 blieb, sowie von Januar 2012 bis Januar 2023 ASA Sceaux. Dort betreute er erst die Herren, dann die Frauen, die er zum Aufstieg in die dritthöchste Spielklasse Frankreichs, Nationale 1 féminine, führte.
Zu seiner Tätigkeit als Kommentator von Basketballspielen kam er 2012: Charles Biétry, der zu Singletons Amtszeit bei Paris Basket Racing Präsident des Vereins war, war als Verantwortlicher des Aufbaus des französischen Ablegers des Senders Bein Sport auf der Suche nach Mitarbeitern mit amerikanischen Hintergrund und stellte Singleton ein.